# Atos de fala
A teoria dos atos de fala, em linguística e filosofia da linguagem, é a denominação dada ao projeto filosófico de John Langshaw Austin, que concebe a linguagem como ação. Austin faz parte da escola de filosofia analítica de Oxford, cuja fundação é atribuída a Gilbert Ryle, mais especificamente a seu texto Sistematic Misleading Expressions, e o fator que caracteriza os filósofos desta escola é a análise minuciosa da linguagem, na verdade da linguagem ordinária, ou seja, sob uma interpretação literal. Isto os diferencia, por exemplo, dos estudiosos do Círculo de Viena, cujos estudos sobre a linguagem limitavam-se àquela usada pela ciência.
A filosofia preocupava-se, tratando-se de linguagem, somente com os enunciados descritivos, isto é, aqueles que descrevem estados de coisas no mundo. São estes enunciados que Frege, Bertrand Russell, os pensadores do Círculo de Viena  e outros estudaram exaustivamente, até o segundo trabalho principal de Wittgenstein demonstrar que a linguagem não se limita a estes enunciados e nem pode ser reduzida ao próprio código lingüístico; antes, a linguagem também depende fortemente de convenções sociais de várias ordens. Este trabalho de Wittgenstein lançou a noção de “jogos de linguagem”, que são as configurações necessárias para que um enunciado seja interpretado da maneira pela qual o seu enunciador pretende que ele seja. Este “segundo” Wittgenstein, apesar de carecer sobremaneira de uma sistematização, tem, no entanto, como grande mérito abrir estas questões para que outros filósofos as tratassem de uma maneira mais sistematizada e coesa, passando agora o sentido de um enunciado ser mais relacionado do que nunca com o uso que se faz dele em uma determinada situação.
Austin trabalhou nesta perspectiva e suas teses se encontram, principalmente, nos textos Other Minds (1946), Word and Deads e How to do Things with Words (publicado postumamente em 1962) e elas versam sobre os usos da linguagem, principalmente sobre a interpretação de questões, exclamações, comandos, ou seja, sobre enunciados que não são unicamente descritivos.

## Divisão dos atos de fala
1. ato locutório: corresponde ao ato de pronunciar um enunciado.
2. ato ilocutório: corresponde ao ato que o locutor realiza quando pronuncia um enunciado em certas condições comunicativas e com certas intenções, tais como ordenar, avisar, criticar, perguntar, convidar, ameaçar, etc. Assim, num ato ilocutório, a intenção comunicativa de execução vem associada ao significado de determinado enunciado.
3. ato perlocutório: corresponde aos efeitos que um dado ato ilocutório produz no alocutário. Verbos como convencer, persuadir ou assustar ocorrem neste tipo de atos de fala, pois informam-nos do efeito causado no alocutário.

### Classificação dos atos ilocutórios
Com base na teoria de J. L. Austin, John Searle procedeu à divisão e classificação dos atos ilocutórios. A teoria dos atos ilocutórios de John Searle (Searle 1969 e 1979) assenta no princípio de que quando o locutor pronuncia uma determinada frase, num contexto específico, executa, implícita ou explicitamente, atos como afirmar, avisar, ordenar, perguntar, pedir, prometer, criticar, entre outros. Assim, o alocutário deve interpretar um enunciado tendo em conta o conteúdo proposicional do ato proferido e, também, todos os marcadores da força ilocutória presentes na situação comunicativa em que é proferido.
1. Ato ilocutório assertivo: ato de fala que o locutor realiza pela pronunciação de um enunciado que implica um certo comprometimento com o valor relativo de verdade/ falsidade, ocorrendo em frases com verbos assertivos e expressões verbais.
Exs.:
O Pedro faz anos no dia 20 de maio.
O João está a ler um livro na esplanada
2. Ato ilocutório diretivo: atos de fala a partir dos quais o locutor pretende levar o alocutário a fazer ou a dizer alguma coisa. Estão-lhe associados verbos como convidar, pedir, requerer, ordenar. Os enunciados produzidos com intenção de levar o alocutário a realizar algo, ocorrem mais frequentemente em frases imperativas, interrogativas, com verbos exortativos e de inquirição.
Exs.:
Põe a mesa!
Fiquem para o jantar!
3. Ato ilocutório compromissivo: ato de fala que o locutor realiza com a intenção de se comprometer a realizar uma determinada ação no futuro.
Ex.:
Ligo-te mal chegue a casa. [Ato de fala que implica uma promessa]
4. Ato ilocutório expressivo: ato de fala em que locutor pretende exprimir os seus sentimentos ou emoções face ao estado de coisas representado pelo conteúdo proposicional do enunciado produzido.
Exs.:
Os meus pêsames!
Bem-haja!
5. Ato ilocutório declarativo: ato de fala que institui ou altera um estado de coisas pela simples declaração de que elas existem. Está associado a rituais, como o casamento ou o batismo. Estes atos declarativos têm de obedecer às regras linguísticas específicas da instituição em questão (igreja, tribunal, estado) e os papéis sociais do locutor e do alocutário estão bem definidos.
Ex.: Declaro-vos marido e mulher. [Neste ato de fala está pré-estabelecido que o padre desempenha o papel de locutor e os noivos o de alocutários]
5.1 Ato ilocutório declarativo assertivo: ato ilocutório declarativo em que o locutor tem autoridade específica, por exemplo, para excluir ou aceitar alguém num concurso, declarar alguém inapto para o serviço militar. Assim, estes atos de fala são, simultaneamente, asserções e declarações.
6. Ato ilocutório indireto: ato de fala em que o locutor tem a intenção de dizer algo diferente daquilo que expressa, contando com a capacidade do alocutário em reconhecer o objetivo ilocutório do enunciado.
Exemplo:
A: - Está frio!
B: Já fecho a janela.
O enunciado "Está frio!", apesar de parecer tratar-se apenas de uma asserção deve, em certas circunstâncias ser interpretado como um pedido, pois na pronunciação deste ato ilocutório indireto o locutor pode ter a intenção de levar o alocutário a fechar uma janela.